# 1996-os amerikai elnökválasztás
Az 1996-os amerikai elnökválasztást az Egyesült Államok alkotmányának előírása szerint 19996. november 5-én, kedden tartották. A Demokrata Párt hivatalban lévő elnökét, Bill Clintont és alelnökét, Al Gore-t újraválasztották egy második ciklusra, legyőzve Bob Dole republikánus szenátusi frakcióvezetőt és Jack Kemp lakásügyi és városfejlesztési minisztert, valamint Ross Perot üzletembert és Pat Choate közgazdászt, a Reform Párt jelöltjeit.

## Jelölések

### Demokrata Párt

A demokrata előválasztás államonként

| A Demokrata Párt jelöltjei, 1996       |                                          |
| Bill Clinton                           | Al Gore                                  |
| elnökjelölt                            | alelnökjelölt                            |
|                                        |                                          |
| Az Egyesült Államok elnöke (1993–2001) | Az Egyesült Államok alelnöke (1993–2001) |

| Bill Clinton Az Egyesült Államok elnöke 9 706 802 (89,0%) | Lyndon LaRouche Aktivista Virginia államból 596 422 (5,5%) |

### Republikánus Párt
| A Republikánus Párt jelöltjei, 1996 |                                                     |
| Bob Dole                            | Jack Kemp                                           |
| elnökjelölt                         | alelnökjelölt                                       |
|                                     |                                                     |
| Kansas szenátora (1969–1996)        | Lakásügyi és városfejlesztési miniszter (1989–1993) |

A republikánus előválasztás államonként. A lila Bob Dole által, az arany Pat Buchanan által, a zöld Steve Forbes által megnyert államokat jelöli. A szürke olyan területeket jelöl, ahol nem volt előválasztás

| Bob Dole Kansas szenátora 9 024 742 (58,8%) | Pat Buchanan Konzervatív publicista 3 184 943 (20,8%) | Steve Forbes A Forbes magazin kiadója és főszerkesztője 1 751 187 (11,4%) |

### Reform Párt
| A Reform Párt jelöltjei, 1996             |               |
| Ross Perot                                | Pat Choate    |
| elnökjelölt                               | alelnökjelölt |
|                                           |               |

A Reform Párt előválasztása államonként. A zöld Ross Perot által és a sárga Richard Lamm által megnyert államokat jelöli

| A Perot Systems elnöke és vezérigazgatója | Közgazdász    |

| Ross Perot A Perot Systems elnöke és vezérigazgatója 32 145 (65,3%) | Richard Lamm Colorado volt kormányzója 17 121 (34,8%) |